# معركة شندوار
وقعت معركة شندوار (1193 أو 1194) بين السلطان محمد غوري وجايشاند ملك قنوج من أسرة جهادافالا .  ووقع الهجوم في شندوار (حاليا شندوال بالقرب فيروز آباد  )، على نهر جمنة بالقرب من أغرا . هُزم جيتشاند، مما أعطى السلطان محمد السيطرة على جزء كبير من شمال الهند. 

وقعت المعركة في شاندوار، على نهر جمنة بالقرب من أغرا. 
في معظم الروايات، كانت جهادافالا على وشك النصر عندما ضرب سهم جايشاند في العين، مما أدى إلى مقتله. لقد سقط من فيله، وتم دهسه، وبعد المعركة لم يكن بالإمكان تحديد شخصيته إلا عن طريق الغطاء الذهبي على أسنانه. مع رحيل زعيمهم، انفصل جيش جهادافالا وهرب، وأوقع خسائر فادحة أثناء المطاردة. 
توقع جيش قنوج أن يهاجم غوري العاصمة بعد ذلك، لكنه اختار استهداف مدينة فاراناسي الغير محصنة، وهي مركز الحجاج الهندوس الشهير. ولكن استمرت مقاومة الراجبوت حتى استعاد هاريشاندرا نجل جاياشاندرا، قنوج وجوانبور وميرزابور في 1197 م. يبدو أن قنوج بقيت مستقلة حتى غزاها التتمش. 